# 王燁
王燁（1499年—？），一作王曄，字韜孟（韞孟），號樗菴，直隸鎮江府金壇縣（今江蘇省金壇市）人，軍籍，明朝政治人物。

## 生平
嘉靖十年（1531年）辛卯科應天府鄉試第二名舉人，嘉靖十四年（1535年）乙未科三甲八十二名進士。授吉安府推官，曾代理建昌知府事，十九年十月召拜南京吏科給事中。二十年九月疏論新升兵部左侍郎費寀才望庸力，不堪重任，彈劾兵部尚書張瓚貪婪及總督尚書樊繼祖。十一月再次彈劾張瓚与禮部尚書嚴嵩、兵部右侍郎兼都御史胡守中與郭勛陰相結納，大肆奸欺，胡守中因此得罪罢免。二十一年十月与御史陳紹等劾奏大學士嚴嵩貪婪狡獪并及子嚴世蕃招權納賄，煽助虐焰，嚴嵩上疏求退，被世宗挽留。二十二年十二月掌管南京考察，罢免布政使俞夔、姚文炤等人，二十三年四月出為山東按察司僉事、武定兵备，赴任時中途生病，離任十月餘始至京，嚴嵩覆請重治，二十七年九月革職閒住。歸鄉後，數年卒。

## 著作
著有《樗菴先生集》。

## 家族
曾祖王衷；祖父王宏，曾任壽官；父王材。母薛氏。慈侍下。兄炳、燦、焞。弟爟、熺、煉。